# Jonatha Mendes
Jonatha do Nascimento do Paraizo Mendes (né le 14 avril 1990 à Rio de Janeiro) est un athlète brésilien, spécialiste du 110 m haies.
Son entraîneur est Katsuhico Nakaya. Son meilleur temps est de 13 s 53 réalisé le 12 octobre 2014 à São Paulo (IDCM).